# Чэнь И (скрипачка)
Чэнь И (кит. трад. 陳怡, упр. 陈怡, пиньинь Chén Yí, род.4 апреля 1953) — китайский и американский композитор и скрипачка.

## Биография
Родилась в образованной, музыкальной семье: мать играла на фортепиано, отец на скрипке, музыкантами стали её сестра и брат. Рано начала учиться игре на скрипке и фортепиано. Но после 1966, в годы культурной революции, отец и сестра были сосланы на принудительные работы в деревню, сама Чэнь И оказалась вынуждена долгое время скрывать от соседей свои занятия музыкой. Затем и она попала в деревню. В 1970 вернулась в Гуанчжоу, в 1970—1978 работала концертмейстером в оперном оркестре. В 1986 закончила Центральную музыкальную консерваторию в Пекине, первой из китайских женщин получила докторскую степень по музыке.
В 1986 переехала в США, жила в Нью-Йорке, изучала композицию в Колумбийском университете. Приглашённый профессор в ряде университетов США и в Китае. В 1991 основала двуязычный журнал Music from China, выступает одним из его соиздателей по нынешний день. С 2006 вместе с мужем, тоже композитором Чжоу Лоном (англ. Zhou Long), живёт в Канзас-Сити, оба преподают в Консерватории музыки и танца.

## Творчество
Чэнь И принадлежат сочинения для оркестра (включая три симфонии), камерные, хоровые и вокальные произведения на тексты Лао-цзы, Ли Бо, Ду Фу, Ван Вэя и др. Она активно использует как традиционные китайские, так и европейские инструменты.

## Произведения

### Сочинения для оркестра
- Xian Shi (concerto), viola, orchestra, 1983
- Duo Ye, small orchestra (flute, oboe, E-flat clarinet, clarinet, bassoon, French horn, timpani, strings), 1985 (version of piano work)
- Sprout, string orchestra, 1986
- Two Sets of Wind and Percussion Instruments, small orchestra (piccolo, bass clarinet, 15 brass, timpani, 6 percussion), 1986
- Symphony No. 1, large orchestra, 1986
- Duo Ye No. 2, 1987
- Overture, Chinese orchestra, 1989
- Overture No. 2, Chinese orchestra, 1990
- Concerto, piano, large orchestra, 1992
- Pipa Rhyme, pipa, small orchestra (14 players), 1993
- Symphony No. 2, large orchestra, 1993
- The Linear, large orchestra, 1994
- Ge Xu, 1994
- Shuo, string orchestra, 1994
- Romance of Hsiao and Ch’in, 2 violins, string orchestra, 1995 (also versions for erhu, piano; cello, piano; violin, piano; also incorporated into Romance and Dance)
- The Golden Flute, flute, orchestra, 1997
- Fiddle Suite, huqin (bowed Chinese instrument), string orchestra, 1997 (also versions for huqin, string quartet; huqin, string quartet, double bass; huqin, orchestra, 2000)
- Romance and Dance, 2 violins, string orchestra, 1998 (incorporates Romance of Hsiao and *Ch’in; also version for violin, piano)
- Concerto, percussion, large orchestra, 1998
- Momentum, large orchestra, 1998
- Eleanor’s Gift (concerto), cello, orchestra, 1998, revised 1999
- Spring Festival, symphonic band, 1999
- Chinese Folk Dance Suite, violin, orchestra, 2000
- Ba Yin, 4 saxophones, string orchestra, 2001
- Tu, large orchestra, 2002 (also version for symphonic band, 2003—2004)
- Caramoor’s Summer, 2003
- Ballad, Dance and Fantasy, cello, large orchestra, 2003
- Symphony No. 3, 'My Musical Journey to America', large orchestra, 2004
- Celebration for Orchestra, 2005
- Si Ji (Four Seasons) for Orchestra, 2005
- Spring in Dresden for Violin and Orchestra, 2005

### Камерные сочинения
- Fisherman Song, violin, piano, 1980
- Xie Zi, 2 di zi (Chinese bamboo flutes), sheng (Chinese mouth organ), liuqin (plucked Chinese instrument), sanxian (Chinese lute), zheng (Chinese zither), 1985
- Quintet, flute, oboe, clarinet, French horn, bassoon, 1987
- Near Distance, flute (+ alto flute), clarinet (+ bass clarinet), violin, cello, piano, percussion, 1988
- The Tide, xun (Chinese clay flute), pipa, yangqin (plucked Chinese instrument), zheng, gaohu (bowed Chinese instrument), erhu, percussion, 1988
- Dian, pipa, 1991
- Suite, di zi, pipa, yangqin, sanxian, erhu, 1991
- Sparkle, flute (+ piccolo), clarinet (+ E-flat clarinet), violin, cello, double bass, piano, 2 percussion, 1992
- Monologue (Impressions on 'The True Story of Ah Q'), clarinet, 1993
- Song in Winter, di zi, zheng, harpsichord, 1993 (also version for flute, zheng, piano, percussion, 1993)
- Duo Ye, pipa, 1995 (version of piano work)
- Qi, flute, cello, piano, percussion, 1996—1997
- Fiddle Suite, huqin, string quartet, 1997 (version of orchestral work; also version for huqin, string quartet, double bass, 1997)
- Romance of Hsiao and Ch’in, erhu, piano, 1997 (version of orchestral work; also versions for cello, piano, 1998; violin, piano, 1999)
- Sound of the Five, cello, string quartet, 1998 (also version for marimba, string quartet, 2004)
- Feng, flute, oboe, clarinet, French horn, bassoon, 1998
- Dunhuang Fantasy (concerto), organ, ensemble (flute, oboe, E-flat clarinet, clarinet, bassoon, French horn, trumpet, trombone, percussion), 1999
- Romance and Dance, violin, piano, 1999 (version of orchestral work)
- Song of the Great Wall, 8 French horns, 1999
- Ning, pipa, violin, cello, 2001
- Joy of Reunion, oboe, viola, cello, double bass, 2001
- …as like a raging fire, flute, clarinet, violin, cello, piano, 2001—2002
- Wu Yu, flute, oboe, clarinet, violin, viola, cello, double bass, 2001—2002
- At the Kansas City Chinese New Year Concert, string quartet, 2002
- Chinese Fables, pipa, erhu, cello, percussion, 2002
- Burning, string quartet, 2002
- Chinese Ancient Dances, clarinet, piano, 2004
- Night Thoughts, flute, cello, piano, 2004
- Happy Rain on a Spring Night, flute, clarinet, violin, cello, piano, 2004
- Suite for Cello and Chamber Winds, 2004
- Ancient Dances Cheering, Longing, and Wondering (on three poems by Li Bai), pipa, percussions, 2005

### Хоровые сочинения
- Three Poems from the Song Dynasty (texts by Ли Цинчжао, Xin Qi-ji, Su Shi), mixed chorus, 1985
- Tang Poems (cantata, texts by Li Po, Li Shang-yin, Bai Ju-yi, Chen Zi-ang), male chorus, 1995 (also version for mixed chorus, small orchestra, 1995)
- Chinese Myths Cantata (vocalise), 12 male voices, pipa, yangqin, zheng, erhu, 4 pianos, orchestra, 1996
- Spring Dreams (text by Meng Hao-ran), mixed chorus, 1997
- Chinese Poems (texts by Wang Zhi-huan, Li Po, 2 folk poems), 6 children’s voices, 1999
- KC Capriccio (vocalise), mixed chorus, symphonic band, 2000 (also version of one section as Capriccio, mixed chorus, organ, percussion, 2001)
- Xuan (text by Lao-tse), mixed chorus, 2001
- Know You How Many Petals Falling (text by Meng Hao-ran [English translation]), mixed chorus, 2001
- To the New Millennium (texts by Du Fu, Wang Wei, Cao Cao), soprano, mezzo-soprano, mixed chorus, 2001
- Landscape (text by Su Dong-po), mixed chorus, 2003
- The West Lake (text by Su Dong-po), mixed chorus, 2003

### Вокальные сочинения
- As in a Dream (text by Li Qing-zhao), soprano, pipa, zheng, 1988 (also version for soprano, violin, cello, 1988)
- Meditation (texts by Meng Hao-ran, Chen Zi-ang), mezzo-soprano, piano, 1999
- Bright Moonlight (text by the composer), mezzo-soprano, piano, 2001

### Фортепианные сочинения
- Duo Ye, 1984 (also versions for small orchestra; pipa)
- Yu Diao, 1985
- Guessing, 1989
- Small Beijing Gong, 1993
- Baban, 1999

## Признание
В 1985—1986 получила несколько национальных премий в Китае. Лауреат премии Лили Буланже (1994) и множества других наград. Почетный доктор университета Лоуренса (Эпплтон, Висконсин, 2002). О композиторе снят документальный фильм Chen Yi in America (A Cantonese in New York) (2002).